# Pehr Hasselberg
Pehr Hasselberg, född 9 januari 1720 i Vadstena församling, Östergötlands län, död 20 juli 1800 i Nykils församling, Östergötlands län, var en svensk präst.

## Biografi
Pehr Hasselberg föddes 1720 i Vadstena församling. Han var son till furiren och inspektorn Vilhelm Hasselberg. Hasselberg blev 1741 student vid Uppsala universitet och prästvigdes 24 december 1746. Han blev 1755 komminister i Gammalkils församling och 4 februari 1778 kyrkoherde i Nykils församling, tillträde 1779. Hasselberg avled 1800 i Nykils församling.

## Familj
Hasselberg gifte sig första gången 19 juli 1748 med Gertrud De Rées (1709–1794). Hon var dotter till kommissarien Daniel De Rées och Margareta Johansdotter. Gertrud De Rées var änka efter handlanden Claes Petersson Ell i Västervik.
Hasselberg gifte sig andra gången 12 mars 1795 med Beata Ekmansson (1747–1824). Hon var dotter till kyrkoherden Carl Magnus Ekman och Anna Maria Ternerus i Veta församling.